# Zachodnie Żelazne Wrota
Zachodnie Żelazne Wrota (słow. Západná Železná brána, niem. Westliches Eisernes Tor, węg. Nyugati-Vaskapu-hágó) – jedna z dwu przełęczy nazywanych Żelaznymi Wrotami, znajdujących się w głównej grani Tatr Wysokich na obszarze słowackich Tatr. Położone na wysokości ok. 2280 m n.p.m. Zachodnie Żelazne Wrota znajdują się w tej grani pomiędzy Zachodnim Szczytem Żelaznych Wrót (ok. 2360 m) a Małą Śnieżną Kopą. Na południową stronę do Żelaznej Kotliny opada z nich zawalona piargami, łatwa do przejścia depresja, na północną, do Doliny Kaczej olbrzymi Kaczy Żleb. Spod Zachodnich Żelaznych Wrót opada do tej doliny duży Kaczy Żleb. Zachodnie Żelazne Wrota nie są dogodnym przejściem pomiędzy tymi dolinami, do przejścia tego używa się Wschodnich Żelaznych Wrót.

## Taternictwo
Pierwsze przejścia
- latem – Adam Asnyk, Jan Gwalbert Pawlikowski, Mieczysław Gwalbert Pawlikowski, przewodnicy Józef Fronek, Jakub Giewont, Józef Sieczka i Maciej Sieczka, 26 lipca 1876 r.,
- zimą: Alfred Martin, Johann Breuer, Johann Franz senior, 30 marca 1907 r.[3]

Drogi wspinaczkowe
1. Kaczym Żlebem; 0+, krótki odcinek IV w skali tatrzańskiej, niebezpieczna kruszyzna, strome śniegi, czas przejścia 2 godz.
2. Od północnego wschodu z Kaczego Bańdziocha przez Śnieżną Galerię; o+, 30 min
3. Z Żelaznej Kotliny, południowym żlebem; 0+, 30 min
4. Z Przełęczy pod Kozią Strażnicą; 0+, 15 min[2].

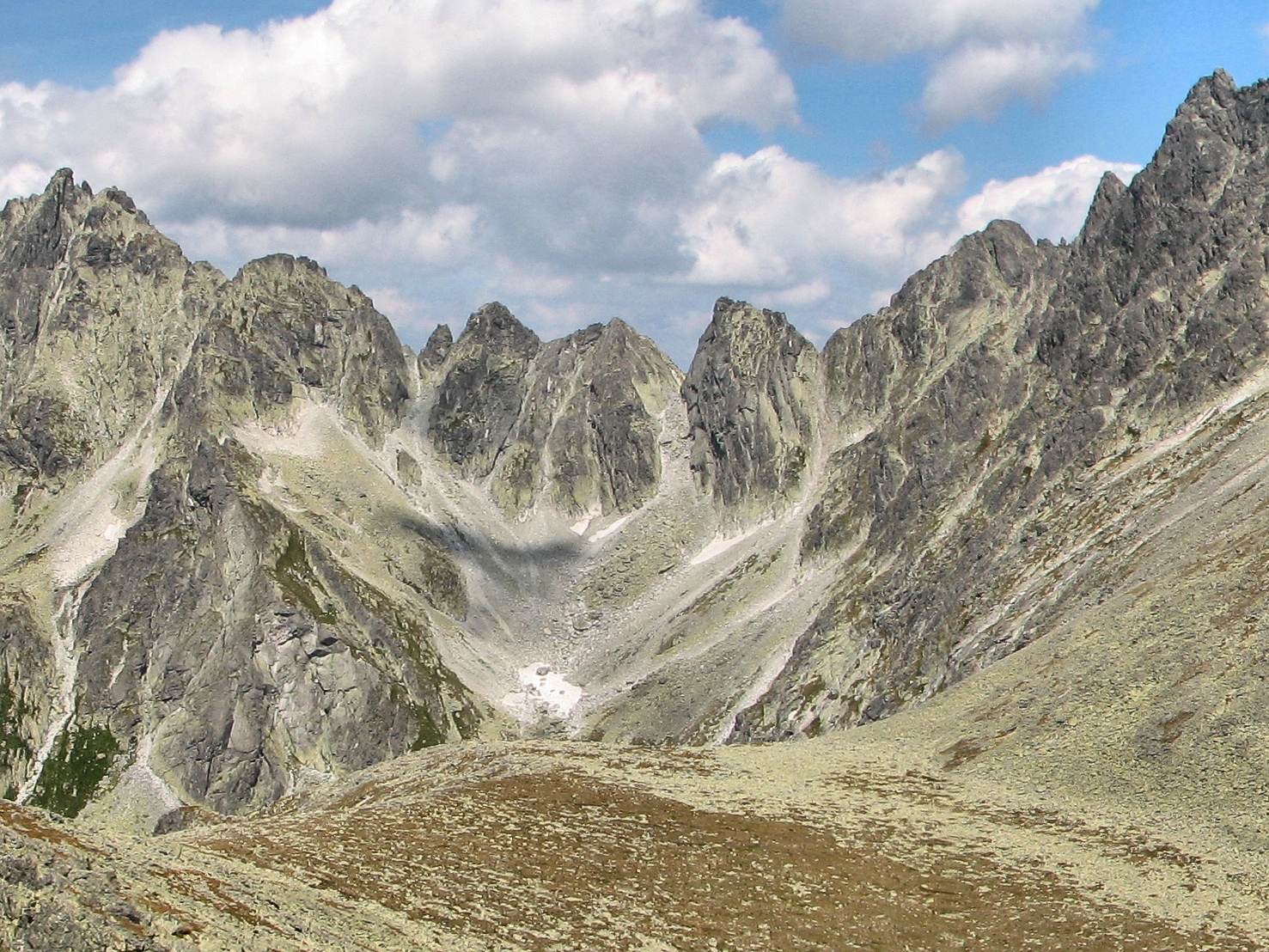
Widok z Żelaznej Kotliny